# Kraftfahrzeug- und Technik-Museum Cunewalde
Das Kraftfahrzeug- und Technik-Museum Cunewalde ist ein Automuseum in Sachsen.

## Geschichte
Der Oberlausitzer Kfz.-Veteranen Club e. V. betreibt das Museum in Cunewalde. Es wurde 2000 eröffnet. Es ist in den Sommermonaten an den Wochenenden geöffnet. Nach eigenen Angaben werden drei Veteranentreffen pro Jahr veranstaltet.

## Ausstellungsgegenstände
Im Museum sind etwa 18 Autos, 3 Lastkraftwagen und Omnibusse, 30 Motorräder, 10 Mopeds, 8 Fahrräder, 12 Motoren und weitere Sonderfahrzeuge ausgestellt. Der Schwerpunkt liegt bei Fahrzeugen, die das Straßenbild in der DDR prägten.
Bekannt sind BMW 3/15, Dacia 1300, IFA P3, Lada 2102, Opel P4, SAS-968 A, Standard Superior, Trabant 600 und Wartburg 311.

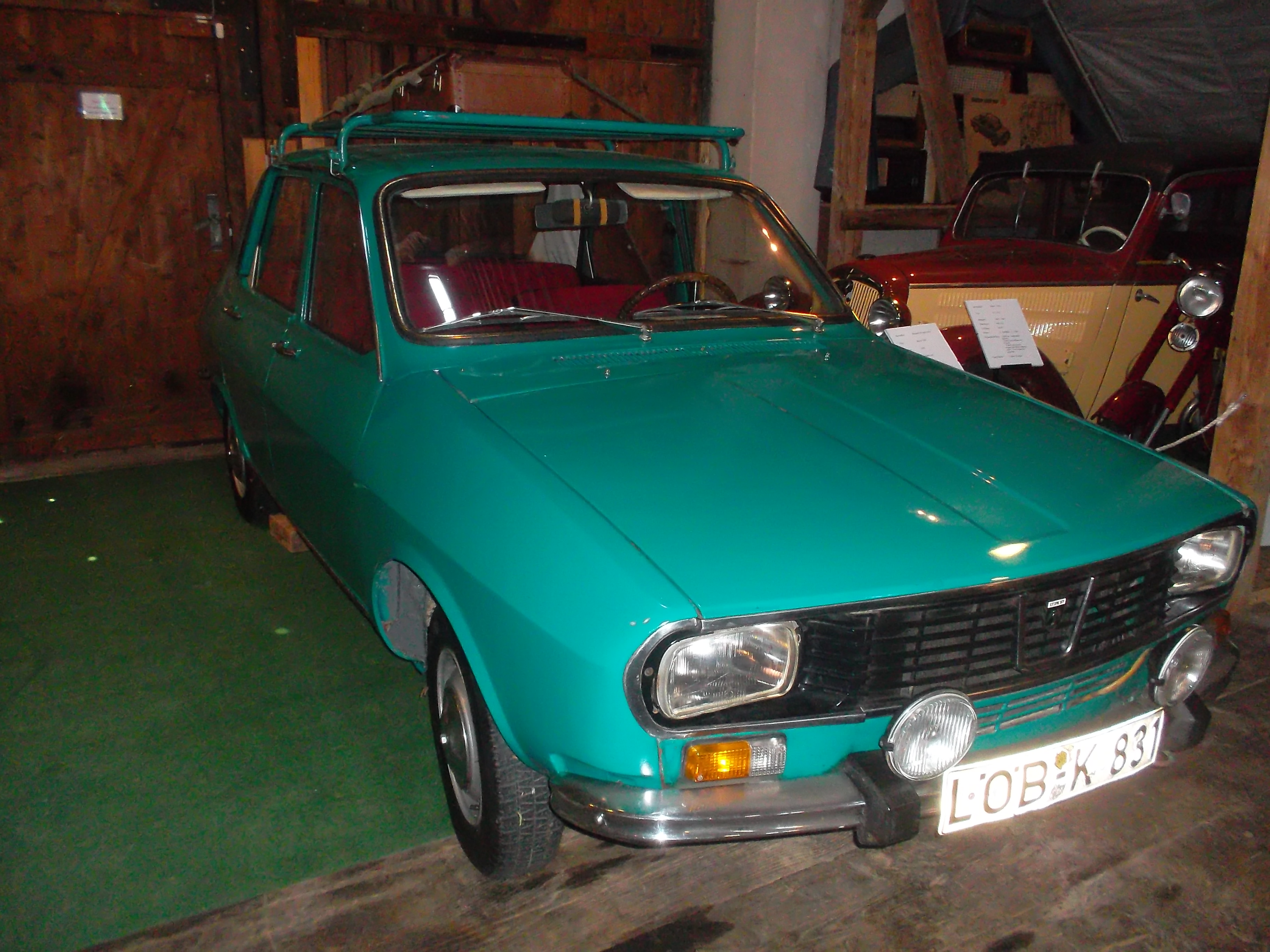
Dacia 1300
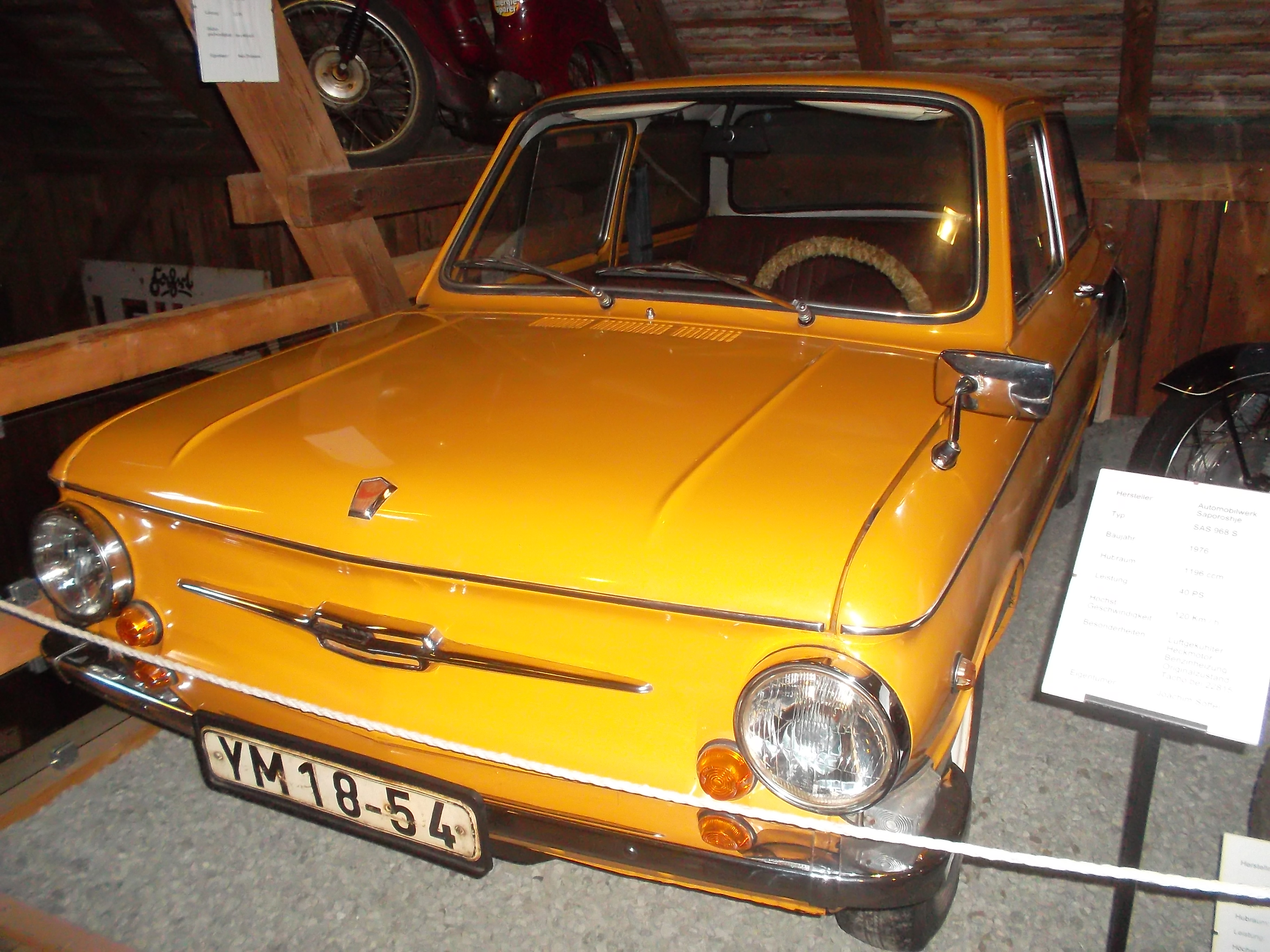
SAS-968 A